# David Rieff
David Rieff, né le 28 septembre 1952 à Boston est un journaliste grand reporter, écrivain et analyste politique américain.

## Biographie
David Rieff est le fils de Susan Sontag, essayiste et romancière, et de Philip Rieff (en), universitaire, spécialiste de Freud et du marxisme. À sa naissance, sa mère a 19 ans et est encore étudiante.
Ses parents divorcent en 1959 mais ne vivaient plus ensemble depuis plusieurs années. Sa mère obtient la garde de l'enfant.

David a détesté son enfance.
Il est lycéen au lycée français de New York puis  étudiant au Amherst College et enfin à l'université de Princeton.
Après l'université il part au Mexique, et rejoint Ivan Illich à Cuernavaca. Il publie des livres sur les immigrés cubains, dont The Exile.
De 1978 à 1989, il devient rédacteur en chef  dans la maison d’édition Farrar, Straus et Giroux (qui publie sa mère). Il édite Philip Roth, Mario Vargas Llosa, Carlos Fuentes.
David Rieff devient grand reporter en 1990. Il travaille pour le New York Times, le Los Angeles Times et The New Republic ; il couvre notamment la guerre de Bosnie, passe de longues périodes à Sarajevo, il est au Rwanda après le génocide, au Kosovo, en Cisjordanie. Il travaille également  pour des ONG comme Human Rights Watch.
Au printemps 2004 il apprend que sa mère a une leucémie, dont elle meurt en décembre 2004. Il lui consacre un livre qui est « un adieu, un exercice de tendresse et de deuil mêlés ?» publié en France en 2008.
Rieff a reçu la première bourse Haniel en histoire et affaires publiques de l'American Academy.

## Publications
- Los Angelès, Touchstone, 1992, 272 p.
- Slaughterhouse, Bosnia and the failure of the West, Simon & Schuster, 1995
- L'humanitaire en crise, essai, Le Serpent à plumes (traductrice : Sylviane Lamoine), 2004, 325 p.
- Mort d'une inconsolée, éd. Climats, 2008, 181 p.les derniers jours de Susan Sontag ; traducteur : Marc Weitzmann
- The reproach of hunger food, justice, and money in the twenty-first century, Simon & Schuster, 2015, 402 p.
- Éloge de l’oubli : la mémoire collective et ses pièges, traduit de l'anglais (États-Unis) par Frédéric Joly) éd. Premier Parallèle, 2018, 220 p.